# Силистрия (линейный корабль)
«Силистрия» — парусный линейный корабль Черноморского флота Российской империи, находившийся в составе флота с 1835 по 1854 год и послуживший прототипом серии парусных линейных кораблей типа «Султан Махмуд». Во время службы принимал участие в создании Кавказской укреплённой береговой линии и в Крымской войне, в том числе в высадках десантов, перевозке войск и практических плаваниях. В последние годы службы провёл в роли блокшива в Севастополе, а во время обороны Севастополя в 1854 году был затоплен у входа на рейд.

## Описание корабля
Парусный линейный корабль, построенный в Николаеве и послуживший прототипом серии из восьми 84-пушечных кораблей типа «Султан Махмуд». Водоизмещение корабля составляло 3540 тонн, длина между перпендикулярами по сведениям из различных источников 58,25—58,5 метра, длина по гондеку — 59 метров, ширина — 15,9 метра, глубина интрюма — 7,6 метра, а осадка 7 метров. Вооружение корабля в разное время состояло от 84 до 88 орудий, включавших 24- и 36- фунтовые пушки, а также 24-фунтовые карронады. Круглая корма всей серии кораблей повышала прочность их корпуса, при его изготовлении использовались металлические детали, при этом пеньковые канаты были заменены на якорь-цепи.
Корабль получил наименование в честь взятия 20 июня (2 июля) 1829 года русской армией турецкой крепости Силистрия на Дунае.

## История службы
Линейный корабль «Силистрия» был заложен на стапеле Николаевского адмиралтейства 24 декабря 1833 (5 января 1834) года и после спуска на воду 11 (23) ноября 1835 года вошёл в состав Черноморского флота России. Строительство вёл кораблестроитель А. С. Акимов.
В кампанию 1836 года совершил переход с николаевских верфей в Севастополь. В следующем 1837 году принимал участие в практическом плавании эскадры кораблей  флота в Чёрном море.

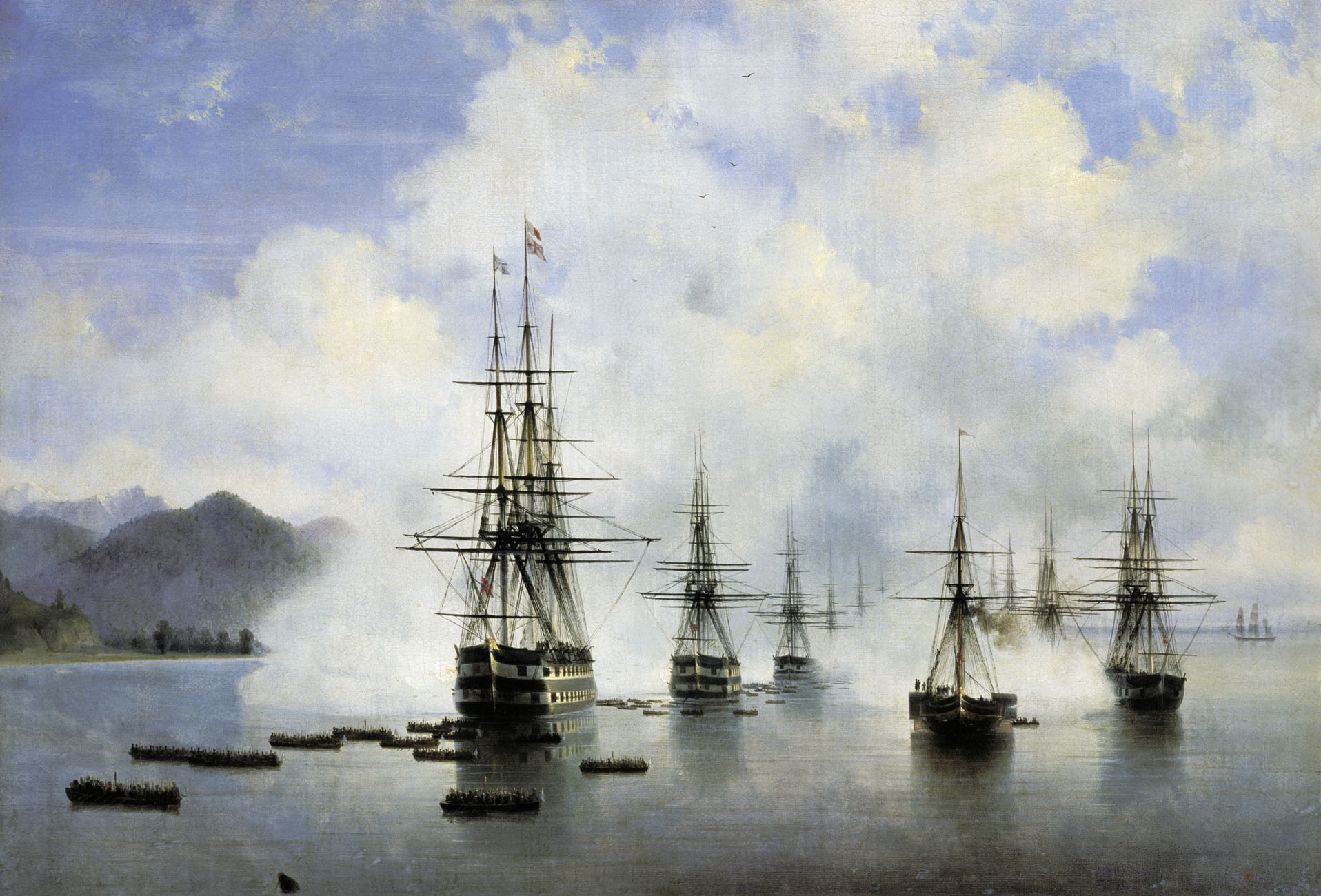
Картина И. К. Айвазовского «Десант Н. Н. Раевского в Субаши», 1839 год

Принимал участие в создании Кавказской укреплённой береговой линии. В кампанию 1838 года 12 (24) мая в составе эскадры вице-адмирала М. П. Лазарева принимал участие в высадке десантов, основавших Вельяминовское укрепление в устье реки Туапсе, 10 (22) июля в составе эскадры контр-адмирала С. П. Хрущова — в высадке десантов, основавших Тенгинское укрепление в устье реки Шапсухо, а 12 (24) сентября вновь в составе эскадры М. П. Лазарева высаживал десант в Цемесской бухте. В кампанию следующего 1839 года снова принимал участие в высадке десантов: 3 (15) мая в составе эскадры М. П. Лазарева в устье реки Субаши, а 7 (19) июля составе эскадры С. П. Хрущова в устье реки Псезуапсе. Высадившиеся десанты основали Головинское и Лазаревское укрепления соответственно. В 1839 году командир корабля был награждён орденом Святого Станислава II степени.
10 (22) мая и 22 мая (3 июня) 1840 года в составе эскадры вице-адмирала М. П. Лазарева высаживал десанты для взятия Вельяминовского и Лазаревского фортов, ранее захваченных горцами. В кампании 1841 и 1843 годов вновь участвовал в практических плаваниях флота в Чёрном море. 18 (30) и 19 (31) июля 1844 года оказывал помощь с моря гарнизону Головинского форта в отражении атаки горцев, вёл обстрел позиций войск атакующих из орудий и высадил десант.
В кампанию 1845 года в составе эскадры вновь выходил в практическое плавание, а с мая по июнь следующего 1846 году установил мёртвые якоря и бакены в Цемесской бухте. Кампанию 1847 года «Силистрия» провёл в практическом плавании у восточных берегов Чёрного моря. В 1848 году выполнял в Цемесской бухте работы по установке новых бочек взамен снесённых штормом, а в 1849 году в очередной раз ушёл в практическое плавание к восточному берегу Чёрного моря в составе эскадры.
В 1852 году был переоборудован в блокшив в Севастополе. Во время Крымской войны в сентябре 1853 года был поставлен у входа в Южную бухту Севастополя для её защиты, а в апреле следующего 1854 года переведён в Килен-бухту. 11 (23) сентября «Силистрия» в числе пяти устаревших линейных кораблей и двух фрегатов был затоплен на фарватере у входа на Севастопольский рейд на глубине 16,5 метров между Константиновской и Александровской батареями с целью заграждения входа неприятельских судов на рейд. После войны при расчистке Севастопольской бухты корпус корабля был взорван.

## Командиры корабля
Командирами корабля «Силистрия» в составе Российского императорского флота в разное время служили:
- капитан 2-го ранга П. С. Нахимов (1834—1837 годы)[11];
- капитан-лейтенант А. Б. Иванов (1838—1840 годы)[12];
- капитан 1-го ранга П. С. Нахимов (1840—1845 годы)[13];
- капитан 1-го ранга П. М. Юхарин (с 1846 года до 6 (18) декабря 1851 года)[14];
- капитан 2-го ранга Л. А. Ергомышев (с 6 (18) декабря 1851 года)[источник не указан 634 дня].